# Тамара Толс
Тамара Толс О'Лафлін (…) — екологічна активістка, кліматичний стратег, генеральний директор і президент Асоціації екологічних грантів.

## Раннє життя та освіта
Толз О'Лафлін народилася в Брукліні, що в американському штаті Нью-Йорк. Навчалася в міському університеті Нью-Йорка, де здобула спеціальність з політології. Також перебувала в аспірантурі юридичної школи Вермонта, одержавши освітньо-науковий ступінь доктора юриспруденції та ступень магістра в галузі екологічного права та політики.

## Кар'єра
Після закінчення навчання працювала стажером у Консультативній раді з питань охорони історичного середовища, Агентстві з охорони навколишнього середовища, Центрі з питань рас, бідності та довкілля, а також Раді захисту природних ресурсів.
Вона працювала в Управлінні енергетики штату Меріленд та в окружному департаменті енергетики та навколишнього середовища у Вашингтоні, округ Колумбія. Тамара працювала старшим юридичним секретарем шановного Дугласа А. Бреді та старшим суддею Хуліо А. Брейді у Вищому суді Американських Віргінських островів на Сент-Круа.
У 2014 році Толс була призначена до виконавчої ради «EcoWomen». Наприкінці 2019 року закінчився шестирічний термін перебування у відділенні DC EcoWomen. За час своєї діяльності на посаді вона обіймала кілька посад, зокрема віце-президента з професійного розвитку, де проводила фірмовий салон організації та щомісячний освітній форум «EcoHour». Вона закінчила свій термін на посаді голови ради протягом останніх двох років.
Тамара Толс також була членом правління Мерілендської кліматичної коаліції.
Толс О'Лафлін є колишнім головою Ради урядів столичного Вашингтона: Громадського консультативного комітету з кліматичних змін, де вона виступала за змістовні залучення громадських ресурсів. Нещодавно завершився термін її повноважень на посаді голови ради директорів організації «Жіночі голоси за Землю», розташованої в Міссулі (штат Монтана), де вона підтримувала науково обґрунтовану пропаганду, яка дає голос жінкам, які борються за захист свого здоров'я від токсичних хімікатів. Вона також є співголовою «Green Leadership Trust».
У штаті Меріленд вона була співзасновником Ініціативи із внесення поправок до «Здоровий зелений Меріленд», щоб визначити рівень охорони здоров'я спільноти та забезпечити захист кількох поколінь від непропорційних кліматичних впливів у Конституції Меріленда. Вона також створила Резолюцію про клімат міста Балтимора, яка була прийнята в міській раді одноголосно у відповідь на вихід США з Паризької кліматичної угоди.
У лютому 2017 року Толс О'Лафлін була призначена виконавчим директором Мерілендської мережі охорони навколишнього середовища, де працювала над питаннями зменшення екологічних загроз здоров'ю людей. Вона створила Резолюцію про клімат міста Балтимора, яка підтримує Паризьку угоду та закликає до 100 % використання відновлюваної енергетики в Балтиморі до 2050 року. Це заохочує розвиток вітрових технологій і перешкоджає зайвим викидам в атмосферу. Рішення було прийнято в червні 2017 року.
У 2018 році Тамара Толс була нагороджена премією випускників Юридичної школи Вермонта «Social Justice Scholars».
Під час роботи в Мережі охорони навколишнього середовища Меріленда вона створила щорічний дайджест екологічної справедливості, призначений для надання аналізу політики в масштабі штату через призму рівності, доступу та справедливості. Вона також провела серію освітніх вебінарів про вплив на здоров'я людей та навколишнє середовище з таких питань, як використання сонячних панелей, транспортної інфраструктури, природного газу, в якій було представлено досвід постраждалих членів громади.
У 2019 році Толес О'Лафлін приєдналася до 350.org як директор з Північної Америки, що робить її першою афроамериканкою, яка обіймає цю посаду в екологічній або кліматичній організації. Вона опікується допомогою вразливих груп населення, визначення системних проблем та активнішого використання відновлюваних природніх ресурсів.
У 2021 році Толс О'Лафлін приєдналася до Асоціації екологічних грантодавців (англ. EGA), обійнявши посади генерального директора та президента. EGA представляє понад 200 фондів по всьому світу, які володіють активами приблизно на 200 мільярдів доларів США і щороку віддають понад 1,8 мільярда доларів на вирішення екологічних проблем.
Толс О'Лафлін написала для Rolling Stone, The Nation, Так! журналу та Грист. Вона є дописувачем на Форумі довгих ігор «Politico», присвяченому питанням навколишнього середовища, справедливості, доступу до енергії та кліматичної справедливості.